# Coleshill Town FC
Coleshill Town FC (celým názvem: Coleshill Town Football Club) je anglický fotbalový klub, který sídlí ve městě Coleshill v nemetropolitním hrabství Warwickshire. Založen byl v roce 1885. Od sezóny 2018/19 hraje v Southern Football League Division One Central (8. nejvyšší soutěž). Klubové barvy jsou modrá a bílá.
Své domácí zápasy odehrává na stadionu Pack Meadow.

## Získané trofeje
- Walsall Senior Cup ( 1× )
  - 1982/83

## Úspěchy v domácích pohárech
Zdroj:
- FA Cup
  - 3. předkolo: 2015/16
- FA Vase
  - Semifinále: 2016/17

## Umístění v jednotlivých sezonách
Stručný přehled
Zdroj:
- 1972–1985: Midland Combination (Division Two)
- 1975–1983: Midland Combination (Division One)
- 1983–2000: Midland Combination (Premier Division)
- 2000–2001: Midland Combination (Division One)
- 2001–2008: Midland Combination (Premier Division)
- 2008–2014: Midland Football Alliance
- 2014–2018: Midland Football League (Premier Division)
- 2018– : Southern Football League (Division One Central)

Jednotlivé ročníky
Zdroj:
Legenda: Z - zápasy, V - výhry, R - remízy, P - porážky, VG - vstřelené góly, OG - obdržené góly, +/- - rozdíl skóre, B - body, červené podbarvení - sestup, zelené podbarvení - postup, fialové podbarvení - reorganizace, změna skupiny či soutěže
| Sezóny  | Liga                                            | Úroveň | Z  | V  | R  | P  | VG  | OG | +/- | B  | Pozice |
| ------- | ----------------------------------------------- | ------ | -- | -- | -- | -- | --- | -- | --- | -- | ------ |
| 2009/10 | Midland Football Alliance                       | 9      | 41 | 18 | 9  | 14 | 77  | 55 | +22 | 63 | 8.     |
| 2010/11 | Midland Football Alliance                       | 9      | 44 | 18 | 11 | 15 | 67  | 55 | +12 | 65 | 12.    |
| 2011/12 | Midland Football Alliance                       | 9      | 42 | 14 | 8  | 20 | 55  | 73 | -18 | 50 | 16.    |
| 2012/13 | Midland Football Alliance                       | 9      | 42 | 13 | 8  | 21 | 52  | 69 | -17 | 47 | 15.    |
| 2013/14 | Midland Football Alliance                       | 9      | 42 | 23 | 9  | 10 | 94  | 47 | +47 | 78 | 4.     |
| 2014/15 | Midland Football League (Premier Division)      | 9      | 42 | 28 | 5  | 9  | 114 | 47 | +67 | 89 | 2.     |
| 2015/16 | Midland Football League (Premier Division)      | 9      | 42 | 23 | 5  | 14 | 108 | 73 | +35 | 74 | 5.     |
| 2016/17 | Midland Football League (Premier Division)      | 9      | 42 | 27 | 5  | 10 | 109 | 59 | +50 | 86 | 2.     |
| 2017/18 | Midland Football League (Premier Division)      | 9      | 42 | 28 | 8  | 6  | 106 | 47 | +59 | 92 | 2.     |
| 2018/19 | Southern Football League (Division One Central) | 8      | 38 |    |    |    |     |    |     |    |        |